# Berta Zuckerkandl-Szeps
Berta Zuckerkandl-Szeps (Viena, 13 d'abril de 1864 - París, 16 octubre de 1945) va ser una escriptora, periodista, crítica i salonnière austríaca, figura central de la vida cultural vienesa de 1900.

## Biografia
Filla de l'editor periodístic liberal Moritz Szeps (propietari del Neue Wiener Tagblatt), va créixer a Viena i va ser educada per tutors privats. Va estar casada amb l'anatomista Emil Zuckerkandl. La seva germana Sophie estava casada amb Paul Clemenceau, germà del primer ministre francès.

## El saló literari
Zuckerkandl va mantenir a Viena, des de finals del segle xix fins al 1938, un saló literari que va ser molt influent no tan sols en l'àmbit literai i cultural sinó també polític. Estigué situat inicialment en el districte universitari, la segona seu era a Alserbachstrasse, després en una vil·la als afores de Viena, a la Nußwaldgasse de Döbling; i més endavant a l'Oppolzergasse, al Palau Lieben-Auspitz, els propietaris del qual eren importants patrons jueus, i on avui dia es troba una placa commemorativa.
En aquest saló es trobava l'elit artística i científica del país, entre els quals Franz Theodor Csokor, Gustav Klimt, Johann Strauss fill, Max Reinhardt, Arthur Schnitzler, el neuropsiquiatra Richard Krafft-Ebing, el crític Hermann Bahr, el filòsof cultural Egon Friedell... Alma Mahler-Werfel i Gustav Mahler es van conèixer allí el 1901. Richard Beer-Hofmann, Franz Werfel i Hugo von Hofmannsthal, els compositors Alban Berg i Egon Wellesz, així com els principals socialistes i conservadors com Julius Tandler i Ignaz Seipel freqüentaren el seu saló en una o altra època. Entre els artistes 'protegits' de Zuckerhandl es trobaven Anton Kolig i Sebastian Isepp, pertanyents a l'anomenat Nötscher Kreis (Cercle de Nötsch). Ella mateixa va promoure diversos artistes, entre els quals Klimt, els arquitectes Otto Wagner o Josef Hoffmann. I va donar a conèixer noves personalitats artístiques a Austria, com la pintora alemanya Käthe Kollwitz o el dissenyador francès Paul Poiret.
Va ser ferma promotora de la Secessió de Viena i de la Wiener Werkstätte, i cofundadora del Festival de Salzburg. Va donar suport als projectes teatrals de Max Reinhardt i d'Hugo von Hofmannsthal; en el seu saló va tenir lloc la primera lectura pública de la peça d'aquest últim, Jedermann.
Com a periodista especialitzada en teatre i art, Zuckerkandl va treballar per al Wiener Allgemeine Zeitung i el Neue Wiener Journal. I també, ocasionalment, a revistes com Wiener Tag, Volkszeitung o Bühne.

## La Guerra Mundial
Durant les freqüents visites a París, Berta Zuckerkandl va poder conèixer al saló regentat per la seva germana Sophie figures com Auguste Rodin i Maurice Ravel. A causa d'aquestes bones connexions amb França, durant la Primera Guerra Mundial, Zuckerkandl va prendre part en esforços diplomàtics per a l'obtenció de la pau. I, per mitjà de diverses entrevistes –amb Anatole France, Leonid Krasin o Jean Anouilh–, va promoure els acords de pau.
També va traduir diverses obres del francès a l'alemany, d'autors com Marcel Achard, Jean Anouilh, Jacques Bousquet i Paul Géraldy.

## Exili

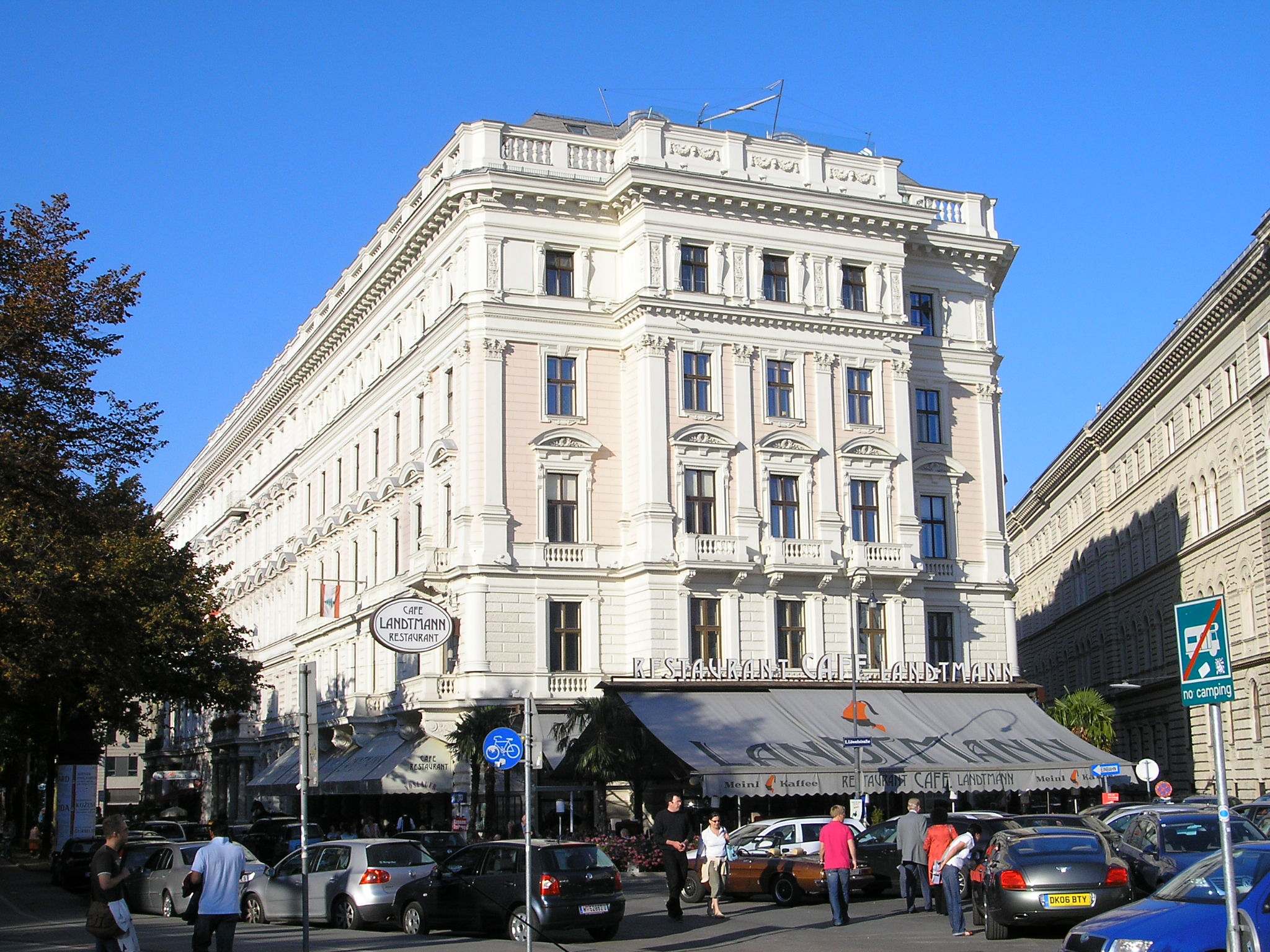
Palau Lieben-Auspitz, a la Ringstrasse de Viena, seu del saló de Bertha Zuckerkandl.

El 1938, després de l'annexió d'Àustria per l'Alemanya de Hitler, Zuckerkandl, com a filla de jueus, es va veure obligada a fugir a l'exili. Va ser Géraldy qui va viatjar a Viena i la va ajudar a escapar-se a París. Allí, Bertha Zuckerkandl va mantenir un estret contacte amb altres refugiats austríacs, entre els quals Franz Werfel. Com a beneficiària de la Legió d'Honor, va poder evitar de ser detinguda i va aconseguir escapar a Alger, al costat del seu fill, abans de l'ocupació de França del 1940. Durant la guerra va exercir l'activisme polític contra Hitler, en emissions de ràdio, per exemple, en les quals instava els austríacs a la resistència contra els nazis. No va aconseguir emigrar als Estats Units. Després de la conquesta d'Alger pels aliats, va treballar en una emissora de ràdio, i el 1945 va tornar a París.
Zuckerkandl es troba enterrada en el cementiri parisenc Père Lachaise.

## Llegat i memòria
El 2012, la Biblioteca Nacional d'Àustria va comprar al net de Zuckerkandl, Emile Zuckerkandl, el seu arxiu personal, que incloïa autògrafs de conegudes personalitats, entre les quals les que pertanyien a la seva àvia, així com correspondència dirigida a aquesta, o el relat que va escriure sobre la seva fugida de França a Alger. Theresia Klugsberger i Ruth Pleyer van publicar aquest manuscrit sobre la seva fugida del nazisme sota el títol Flucht! Von Bourges nach Algier im Sommer 1940, en l'editorial Czernin-Verlag.
Després de dècades s'ha reconegut el paper rellevant de Bertha Zuckerkandl en la Secessió, el moviment modernista vienès. El 2009, al Alsergrund (9è Districte) de Viena, se li va donar el nom de Berta-Zuckerkandl-Weg a un carrer en honor seu.

## Obres
- Die Pflege der Kunst in Österreich 1848–1898. Dekorative Kunst und Kunstgewerbe. Viena, 1900.
- Zeitkunst Wien 1901-1907. Heller, Viena, 1908.
- Ich erlebte fünfzig Jahre Weltgeschichte. Autobiografia. Editorial Bermann-Fischer, Estocolm, 1939.
- Clemenceau tel que je l'ai connu. Alger, 1944.
- Österreich intim. Erinnerungen 1892-1942. Editat per Reinhard Federmann. Editorial Propyläen, Frankfurt, 1970Tapa tova: Harper, Frankfurt am Main 1988, ISBN 978-3-548-20985-2.
- Polens Malkunst 1915. En: Roman Taborski (ed.): Stanisław Wyspiański, der großi Schöpfer der Polnischen Moderne. Viena, 1996.
- Jung-Pol·len 1906. En: Roman Taborski (ed.): Stanisław Wyspiański, der großi Schöpfer der Polnischen Moderne. Viena, 1996.

### Traduccions
- Paul Annont i Jacques Bousquet: Mama Nicole. Comèdia en tres actes. Viena, 1925.
- Edouard Bourdet: Soeben erschienen. Comèdia en tres actes. Adaptat per al seu muntatge en alemany per Paul Kalbeck. o.O., 1925.
- Jean-Jacques Bernard: Seele in Not. Drama teatral en tres actes. Eirich, Viena, c. 1928.
- Paul Géraldy. Dramen. Traducció autoritzada del francès. Zsolnay, Viena, 1928.
- Henri-René Lenormand: Theater. Dramen. Traducció autoritzada del francès. Zsolnay, Viena, 1930.